# グーテンフェルス城

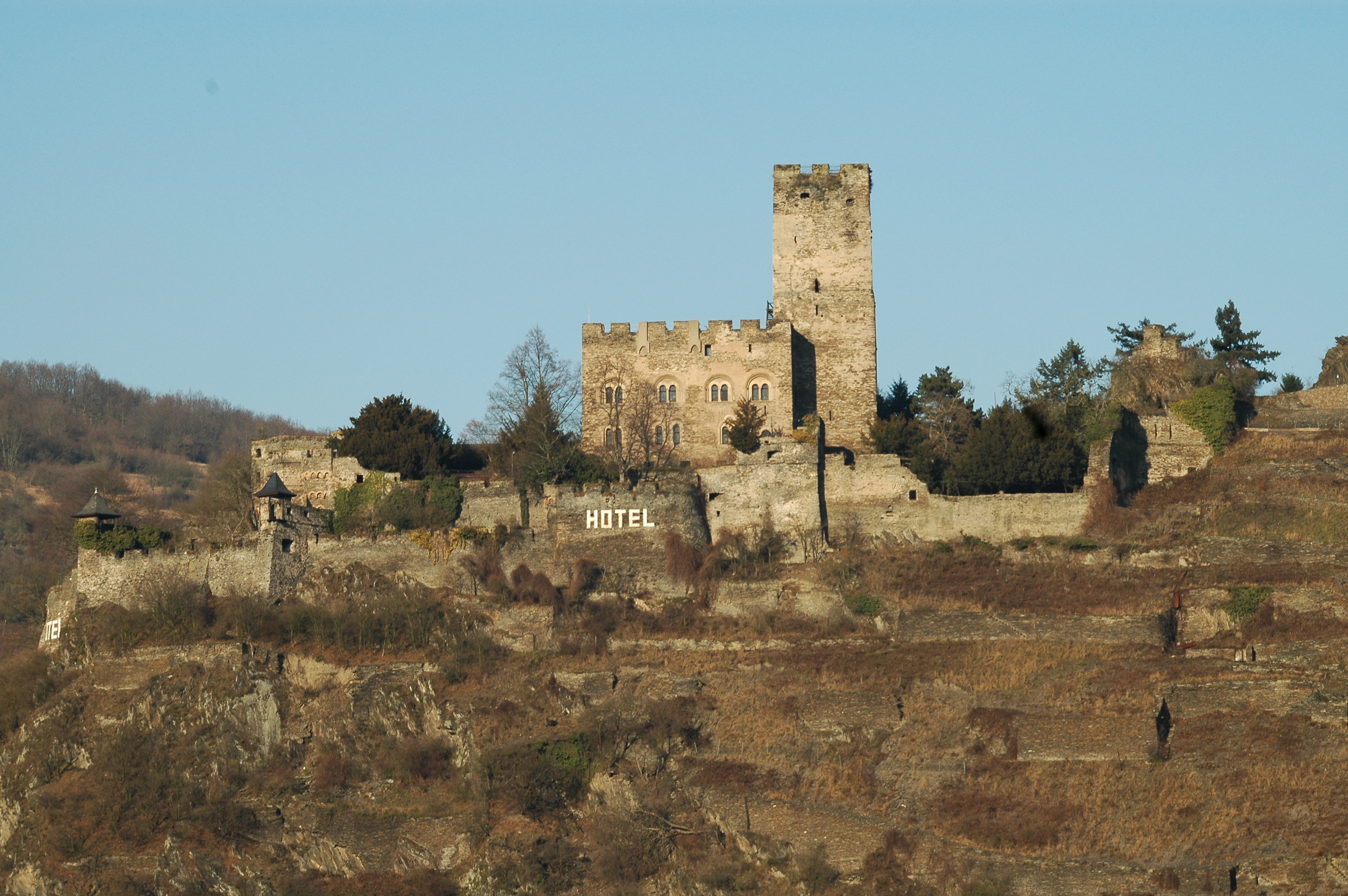
グーテンフェルス城

グーテンフェルス城（グーテンフェルスじょう、Burg Gutenfels）は、ドイツ連邦共和国西部、ラインラント＝プファルツ州カウプにある古城。

## 歴史
1200年頃、ライン渓谷の軍事拠点としてライン川東岸の丘の上に建造された。1254年、ライン都市同盟に参加、1272年、攻撃を受けるが陥落を免れた。

## 現状
長らくホテルとして利用されていたが、所有者が代わり、2006年末をもってホテルは閉館したとされるが、現在は営業しているもよう。（2024年2月）